# Enrico Perucconi
Enrico Perucconi (né le 4 janvier 1925 à Morazzone et mort le 15 juillet 2020 dans la même ville) est un athlète italien spécialiste du 100 mètres. Il était licencié au Pro Patria Milano.

## Biographie

### Palmarès
| Date | Compétition           | Lieu    | Résultat | Performance |
| ---- | --------------------- | ------- | -------- | ----------- |
| 1948 | Jeux olympiques d'été | Londres | 3e       | 41 s 5      |

### Records
| Épreuve    | Performance | Lieu | Date |
| ---------- | ----------- | ---- | ---- |
| 100 mètres | 10 s 6      |      | 1947 |